# Taurosthénès d'Égine
Taurosthénès d'Égine (grec ancien : Ταυροσθένης ο Αιγινήτης), est un vainqueur olympique du Ve siècle av. J.-C. originaire d'Égine.
Il remporta l'épreuve de lutte lors des 84es jeux olympiques en 444 av. J.-C. en défaisant Chimon d'Argos qui l'avait emporté lors des jeux précédents, prenant ainsi sa revanche,,.
Une légende raconte que sa victoire fut annoncée sur son île natale, soit miraculeusement par une apparition de l'athlète lui-même, selon Pausanias, soit par l'arrivée d'une colombe portant un drapeau de pourpre selon Élien. Taurosthénès aurait emporté la colombe à Olympie avec lui et l'aurait relâchée. Elle aurait alors volé les 160 km jusqu'au golfe saronique,,,.

## Sources
- Élien, Histoire variée (9, 2).
- (en) Mark Golden, Sport in the Ancient World from A to Z, Londres, Routledge, 2004, 184 p. (ISBN 0-415-24881-7).
- (it) Luigi Moretti, « Olympionikai, i vincitori negli antichi agoni olimpici », Atti della Accademia Nazionale dei Lincei, vol. VIII,‎ 1959, p. 55-199.
- Pausanias, Description de la Grèce [détail des éditions] [lire en ligne] (6, 9, 3).